# لوفارتشا ديتيسيما
لوفارتشا ديتيسيما هو نوع من العثة من فصيلة الفراشيات الفتالة . تم العثور عليها في جزيرة جاوة في إندونيسيا.